# Scientific Linux
Scientific Linux är en Linuxdistribution skapad i samarbete mellan Fermilab och CERN. Målsättningen är att skapa en fri Linuxdistribution som är lika stabil och pålitlig som de kommersiella distributionerna. Scientific Linux är baserad på källkod från Red Hat Enterprise Linux (som är tillgänglig under GPL) men underhålls och supportas inte av RedHat.
Fermilab och CERN skapade var sin egen variant av Red Hat Linux redan 1998. Eftersom de båda distributionerna var relativt lika inledde de ett samarbete i början av 2000-talet som ledde fram till den första versionen av Scientific Linux 16 april 2004.